# 해남서초등학교
해남서초등학교는 대한민국 전라남도 해남군 해남읍에 있는 초등학교인데, 아직 일제 시대였던 1925년 1월 10일, 전남해남대정(全南海南大町)공립심상소학교로 첫 개교되었었다.

## 학교 연혁
- 1925년 1월 10일 해남대정(大町)공립심상소학교 인가.
- 1941년 4월 1일 해남대정공립국민학교로 개칭.
- 1946년 4월 22일 해남서공립국민학교로 재개교.
- 1991년 3월 1일 특수학급 1학급 개설.
- 1994년 9월 1일 해남남분교장 통합.
- 1995년 3월 1일 병설유치원 1학급 인사 및 학교 급식 실시.
- 1996년 3월 1일 해남서초등학교로 개칭.
- 1998년 3월 1일 초빙교사제 실시(교사 5명 초빙).
- 2022년 1월 7일 제75회 졸업장 수여식(졸업생 총수 11292명).
- 2022년 3월 1일 제32대 박향이 교장 부임.

## 학교 상징
- 교화 : 국화 - 밝고, 맑고, 강함
- 교목 : 소나무 - 높은 기상
- 교색 : 녹색 - 꿈과 희망을 지님

## 참고 자료
- 해남서초등학교 - 한국교육학술정보원 학교알리미